# Marcell Frydmann

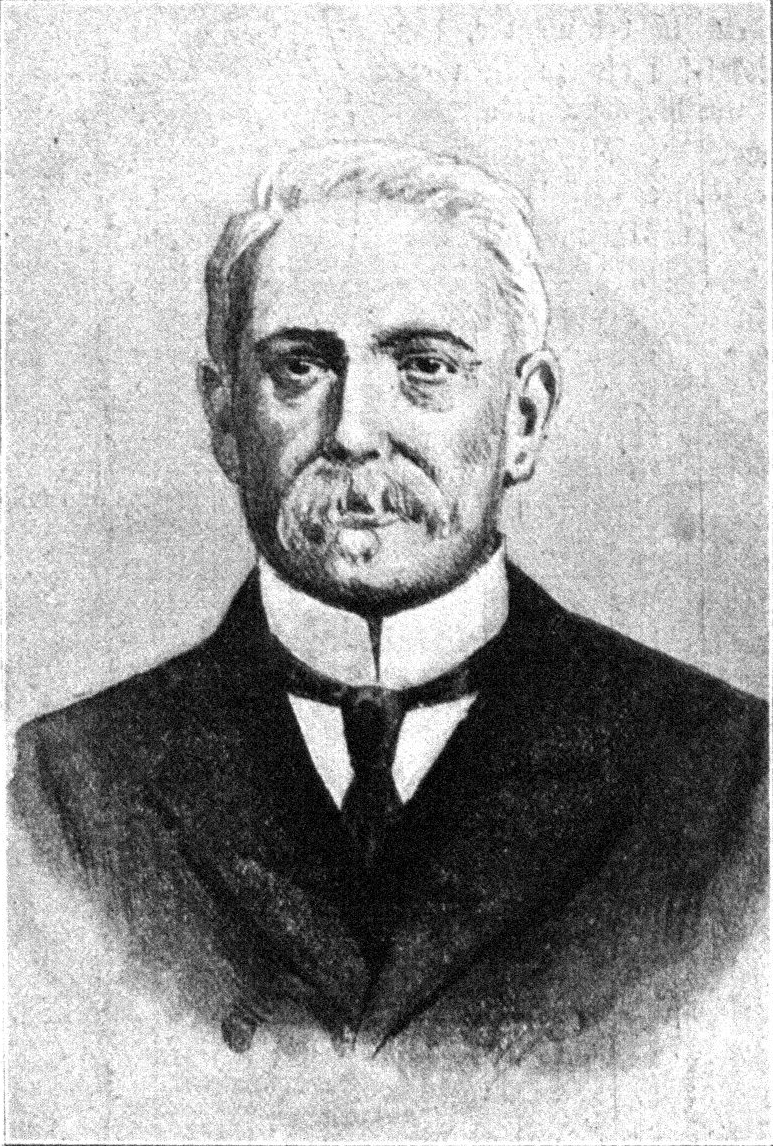
Marcell Frydmann von Prawy (Amateuraufnahme von 1905)

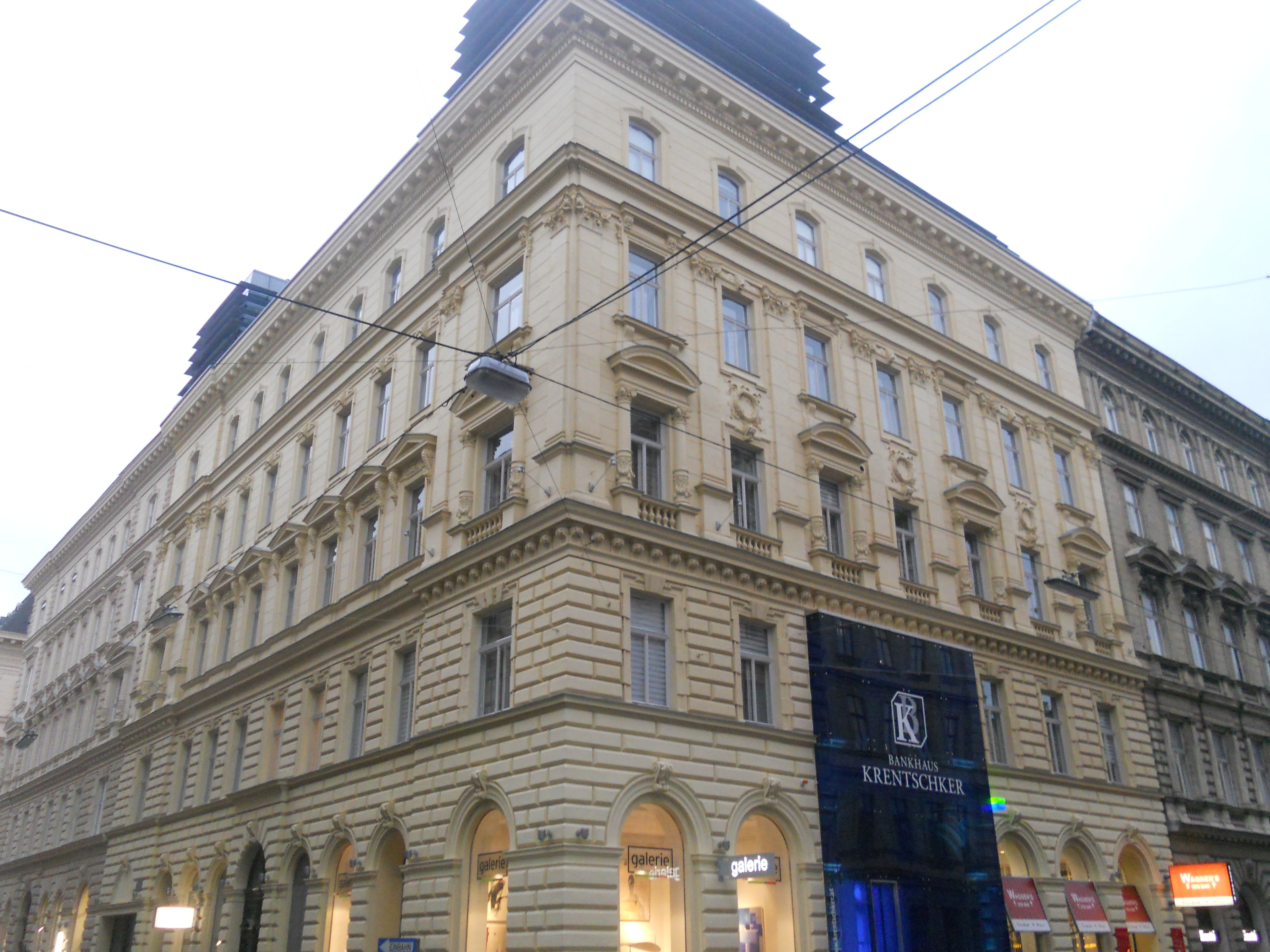
Wien, Hegelgasse Nr. 7, wo Marcell Frydmann von Prawy um 1900 wohnte

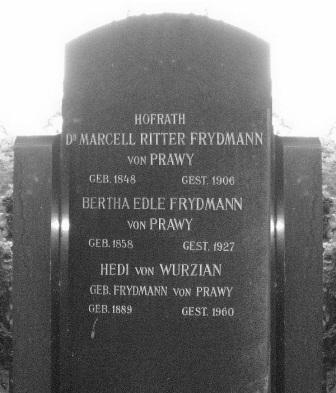
Grabstein für Marcell Frydmann von Prawy und seine Familie auf dem Wiener Zentralfriedhof

Marcell Frydmann (seit 1899: Marcell Frydmann Ritter von Prawy; * 25. Mai 1847 in Jaslo, Galizien; † 13. November 1906 in Wien) war ein österreichischer Jurist und Journalist.

## Biographie
Frydmann stammte aus einer jüdischen Beamtenfamilie. Er absolvierte das Studium der Rechtswissenschaften an der Universität Wien, das er mit dem Doktorgrad (Dr. jur.) abschloss. Zu seinen Lehrern an dieser Universität zählte unter anderem Max Menger von Wolfensgrün.
Nach seinem Studium schlug Frydmann eine Beamtenlaufbahn ein, die er als Hof-Gerichtsadvokat in Wien beendete. Bereits als Student war er auch für die Zeitungen Debatte und Tagespresse journalistisch tätig. Unter anderem berichtete er während des Deutsch-Französischen Krieges als Auslandskorrespondent aus Paris.
In den 1870er und 1880ern machte sich Frydmann einen Namen als Strafverteidiger, war daneben aber weiterhin als Journalist tätig und wurde als Verfasser politischer Leitartikel bekannt. 1878 wurde er schließlich Redakteur beim Wiener Fremdenblatt, das er ab 1886 leitete.
Frydmann erhielt für seine Tätigkeit hohe Auszeichnungen: 1883 wurde er zum Regierungsrat ernannt, 1894 zum kaiserlichen Hofrat, und in seiner Geburtsstadt Jaslo wurde er Ehrenbürger. 1899 erlangte er von Kaiser Franz Joseph die Erhebung in den österreichischen Ritterstand (Diplom ausgefertigt Wien am 24. März 1900), wobei er das Territorialprädikat „Prawy“ und ein Wappen erhielt. Im Rahmen seines Nobilitierungsverfahrens hatte Frydmann – wie damals in der österreichisch-ungarischen Monarchie allgemein üblich – einen gereihten Dreiervorschlag der von ihm gewünschten Territorialprädikate zu unterbreiten gehabt, wobei er „Goda“, „Ropa“ und eben „Prawy“ (polnisch für „der Gerechte“) vorgeschlagen hatte. Frydmann war außerdem Komtur des Franz-Joseph-Ordens.
Marcell Frydmann von Prawy wohnte um 1900 im 1. Wiener Gemeindebezirk in der Hegelgasse Nr. 7. Er war der Großvater des Juristen und Opernkritikers Marcel Prawy. Sein Grab befindet sich in der Alten Israelitischen Abteilung (3. Tor) auf dem Wiener Zentralfriedhof, wo auch seine 1927 verstorbene Frau Bertha und seine 1960 verstorbene Tochter Hedwig (verheiratete Edle von Wurzian) bestattet sind.

## Familie
1. Dr. jur. Marcell Frydmann, seit 1899 Ritter Frydmann von Prawy (* 25. Mai 1847 in Jaslo, Galizien; † 13. November 1906 in Wien) ⚭ 29. Jänner 1882 Bertha Wormser (* 31. Oktober 1858 in Homburg; † 4. März 1927 in Wien)[4], und hatte aus dieser Ehe:
  1. Hedwig Frydmann von Prawy[4], genannt „Hedi“ (* 9. November 1889; † 1960), ⚭ (I) 1911 Dr. Wilhelm Herrmann Ritter von Gutmann (* 1889; † 6. März 1966, Großneffe von Wilhelm von Gutmann); (II) 1924 Karl  Taussig (* 1878 als Karl Ritter von Taussig; † 1944)[4]; (III) Hans Wurzian (* 1888 als Hans Ritter von Wurzian; † 1959).[5] Sie wurde im Grab ihrer Eltern in der Alten Israelitischen Abteilung (3. Tor) auf dem Wiener Zentralfriedhof begraben.
  2. Dr. jur. Richard Ritter Frydmann von Prawy (* 21. Oktober 1882 in Wien; † ?)[4], Ministerialrat am Verwaltungsgericht ⚭ 1910 Marie Mankiewicz (* ? ; † 18. Juni 1925 in Wien)[6]; (II) nach 1925 Mimi Prokesch (* 1902; † 21. Dezember 1931), und hatte aus I. Ehe:
    1. Dr. jur. Marcell Horace Ritter Frydmann von Prawy[4] (* 29. Dezember 1911 in Wien; † 23. Februar 2003 in Wien), Dramaturg, Opernkritiker und Opernkenner
    2. Edith Frydmann von Prawy[4], verheiratete London, (28. Oktober 1917 in Wien; † 13. April 2007 in Denver)[7]

## Wappen
Wappen (1900): Gespalten; rechts in Blau auf grünem Boden, welcher von drei silbernen schräglinken Wellenbalken durchzogen ist, ein goldener Laubbaum wachsend; links in Schwarz zwei goldene, mit je zwei schwarzen Sternen belegte Balken. Zwei gekrönte Helme: I ein schwarzer Adler wachsend; II ein geschlossener, vorne schwarzer und mit zwei goldenen Balken belegter, hinten blauer Flug. Decken: rechts blau-golden, links schwarz-golden.

## Werke
- Systematisches Handbuch der Vertheidigung im Strafverfahren unter Zugrundelegung des österreichischen und Berücksichtigung des fremden, insbesondere deutschen Strafprocessrechtes. Wien: A. Hölder 1878
- Der neue Pressgesetz-Entwurf. Vortrag gehalten in der „Juristischen Gesellschaft“ am 7. Februar 1903. Wien 1903 (Volltext in der Google-Buchsuche-USA)